# Selenops angelae
Selenops angelae är en spindelart som beskrevs av José Antonio Corronca 1998. Selenops angelae ingår i släktet Selenops och familjen Selenopidae.
Artens utbredningsområde är Ecuador. Inga underarter finns listade i Catalogue of Life.